# Ti ho sposato per allegria
Ti ho sposato per allegria è una commedia in tre atti (composta nel 1965 e pubblicata nel 1966) di Natalia Ginzburg, scritta per l'attrice Adriana Asti che per prima l'avrebbe portata in scena.

## Trama

### Primo atto
La commedia si apre con i due protagonisti, Giuliana e Pietro, in scena. Pietro, un giovane avvocato, non riesce a trovare il suo cappello chiedendolo alla sua consorte, che tuttavia si rende conto di non sapere nemmeno che egli avesse un cappello. Da questa scena si scopre che i due giovani sono sposati da una settimana e che si conoscono da circa un mese. Pietro, tuttavia, esce da casa sua e stronca il dialogo con la donna, che inizia a conversare con la sua domestica. Giuliana racconta alla domestica Vittoria la sua vita travagliata: lei era figlia di una ragazza-madre di un paesino in Romagna. Giuliana, sognando di fare l'attrice, si trasferisce a Roma facendosi ospitare dalla sua amica Elena in attesa di un colpo di fortuna. Tuttavia, ella trova lavoro in un negozio di dischi, dove Paoluccio (il proprietario del negozio) era, secondo la donna, interessato a lei sentimentalmente. Giuliana, però, non corrispondeva il proprietario ed era invece incuriosita da un cliente abituale del negozio, Manolo, che le aveva suscitato interesse per via del suo aspetto misterioso e malinconico allo stesso tempo. Nonostante iniziali titubanze, sia della protagonista che di Elena, i due finiscono per convivere e presto la donna annichilisce la propria personalità per assecondare il volere di Manolo che l'abbandonerà non appena arriva a sapere che Giuliana è incinta. Da qui inizia l'amicizia solidale con Topazia, la quale era stata legata allo stesso uomo. Giuliana e Topazia si capiscono al volo e si confidano le esperienze vissute con questo personaggio: il quale aveva finito per piantare in asso entrambe rinfacciando a ciascuna di loro la mancanza di classe (di una classe che, fra l'altro, avrebbe invece caratterizzato l'altra). In seguito ad una gravidanza, le vicende della vita avevano poi portato Giuliana (anche se in un primo momento, sotto incoraggiamento di Topazia, aveva accettato di tenere il bambino) ad abortire, rinunciando al figlio di Manolo (Topazia e Manolo non compaiono mai in scena: la loro storia viene resa nota grazie alla narrazione di Giuliana). Alla fine del primo atto, Giuliana spiega di aver conosciuto Pietro dopo essere svenuta ad una festa in seguito ad una sbornia.
Nello stesso tempo, ritorna Pietro che si era recato , con la madre, ad un funerale.

### Secondo atto
Il secondo atto si apre con Pietro che comunica alla propria moglie di aver invitato la madre al pranzo di domani. La schiettezza del giovane avvocato rende noto a Giuliana che sua madre non gradirà molto lei, la casa e persino la domestica Vittoria. Lei, risentita, inizia a chiedere perché l'ha invitata se non le piacerà nulla. Pietro risponde che l'ha invitata poiché è pur sempre sua madre. Giuliana rincara sostenendo che lei non gli porta mica sua madre a casa. A questo punto nasce un'incomprensione tra i due a causa delle differenze tra le loro madri. A questo punto Pietro, dopo aver ascoltato come la madre di Giuliana sia una povera donna che abbia il vizio di nascondere i giornali sotto il letto, parla della propria genitrice, descrivendola come una povera donna che con l'avanzare dell'età ha iniziato a provare un grande dolore, causato un po' dalla morte del coniuge e dalla figlia, ancora non sposata. Tuttavia, queste motivazioni non convincono la ragazza che incalza Pietro e gli domanda se la madre è triste anche per il matrimonio repentino del figlio, e se stesse sospettando su di lei pensando abbia sposato il figlio per i soldi. Dopo la risposta affermativa da parte dell'uomo, Giuliana afferma di averlo sposato anche per i soldi, causando un'incomprensione. Difatti, Pietro le domanda se l'avrebbe sposato nel caso non avesse avuto soldi, non ricevendo però risposta e venendo addirittura rimproverato, poiché l'ha sposata troppo presto. A questo punto, Pietro risponde che è stata Giuliana stessa a chiedere di sposarsi presto, altrimenti si sarebbe suicidata. I due arrivano dunque a stabilire il divorzio all'estero, nel caso la convivenza si fosse dimostrata più velleitaria del previsto.

### Terzo atto
La visita di un personaggio importante, la madre di lui, crea tensioni ed un effetto comico. Severa e bigotta, la madre di Pietro completa il ritratto familiare insieme a sua figlia, sorella di Pietro. È particolarmente scandaloso, a giudizio della suocera, il fatto che i due non si siano sposati in chiesa: a suo dire, Pietro ha deliberatamente sposato Giuliana allo scopo di darle un dolore. Dopo la visita, rimasti soli, moglie e marito convengono sul fatto che non sempre parlano delle stesse cose, e che al nome di Lamberto Genova, di cui avevano parlato, corrispondono due persone presumibilmente diverse.

## Analisi della commedia dei personaggi
Nel dramma la Ginzburg disegna il ritratto di un matrimonio, di carattere piuttosto borghese, tra l'avvocato Pietro e Giuliana, una giovane donna di bassa estrazione sociale conosciuta ad una festa. Al momento di conoscere Pietro, Giuliana si trovava nel mezzo di una crisi. Il racconto della vita di Giuliana costituisce la trama principale della vicenda. Sul palco, passano in rassegna vari dialoghi tra i personaggi. Spesso sono scambi di idee in cui la banalità della vita di tutti i giorni viene intrecciata ai problemi esistenziali: La sottile ironia della commedia consiste così nel raccontare in tono quasi allegro gli eventi più problematici: realtà come l'aborto, la morte, la separazione e l'incomunicabilità nei rapporti di coppia vengono in un certo senso sdrammatizzate e descritte con la massima naturalezza.

## Personaggi

### Personaggi in scena
- Giuliana: moglie di Pietro da un mese circa. Prima di incontrare Pietro era disperata e con una gran voglia di morire. Avrebbe voluto fare l'attrice e per questo va via dalla sua casa in Romagna, nel paese di Pieve di Montesecco, piccola e senza luce. La sua famiglia era molto povera; la madre era divorziata ed era costretta a chiedere soldi al padre di Giuliana, sposato con un'altra donna. Senza una casa, Giuliana visse per un periodo a casa della sua amica Elena a Roma, trovando lavoro in un negozio di dischi. Proprio qui incontra Manolo, innamorandosene perdutamente al punto da accettare la sua offerta di andare a vivere da lui. Manolo è severo con Giuliana, dicendole di non avere stile e criticando ogni cosa che lei diceva. Giuliana vive assecondando Manolo, infatti rimane tutto il giorno a letto perché Manolo non riteneva necessario che lei si alzasse, facendole così perdere il lavoro. Giuliana scopre di essere incinta di Manolo, ma quando gli dà la notizia, lui decide di andarsene. Lei è disperata, piange per giorni e vaga senza sosta sotto il sole sperando di perdere il bambino. Un giorno si presenta a casa Topazia, ex moglie di Manolo, da lui tanto decantata per il suo stile, che chiede di fare un bagno. In realtà è una donna senza nessuno stile, né eleganza, ma lega subito con Giuliana. Quest'ultima, grazie all'aiuto di Topazia, decide di abortire. Topazia, però, deve partire per l'America a causa del suo lavoro e Giuliana è costretta a tornare da Elena. Poi un giorno incontra un amico di Topazia, che la porta ad una festa. Lei si ubriaca e cade proprio vicino a Pietro, che prontamente la aiuta, riportandola a casa e vivendo con lei per dieci giorni, in assenza di Elena. Quando sta per ritornare, Giuliana scongiura Pietro di sposarla, altrimenti non l'avrebbe mai sposata nessuno, e lui accetta. Dopo un paio di giorni, Giuliana si rende conto di non amare Pietro e si chiede perché mai vivere insieme, arrivando a desiderare il divorzio e rinfacciando a Pietro di averlo sposato anche per soldi. Alla fine dice che forse, questo Lamberto Genova, non lo conosceva davvero.
- Pietro: marito di Giuliana. Incontra quest'ultima ad una festa, dove lei stava ballando ubriaca con le scarpe in mano. La riaccompagna a casa e le porta da mangiare. Dopo appena dieci giorni di convivenza, decide di sposarla. Avvocato giovane, ricco e di bell'aspetto. prima di incontrare Giuliana, stava per sposarsi diciotto volte, tirandosi alla fine sempre indietro, scoprendo nelle ragazze sempre un "pungiglione". quando incontra Giuliana, non prova pietà, ma solo un gran senso di allegria. Il vero motivo per cui ha sposato Giuliana è, dunque, per allegria.
- Vittoria: cameriera in casa di Pietro. Con i suoi otto fratelli, fu costretta a lavorare in campagna e non ebbe la possibilità di studiare.
- Madre di Giuliana: vive ancora in Romagna. È una povera donna, divorziata e senza soldi, che tiene tutti i vecchi giornali sotto il letto e attacca le pagine e le foto che le piacciono sulle pareti.
- Madre di Pietro: era una bella donna da giovane, e per questo ha sofferto molto quando ha iniziato a invecchiare. Da un anno ha perso il marito, e poi anche un po' di soldi, quindi si sveglia e piange. inoltre la figlia non è ancora sposata, mentre Pietro ha deciso di sposare una donna come Giuliana oltretutto non in Chiesa. Nessuno sa quanti anni abbia.
- Ginestra: sorella di Pietro. Lui la descrive come un'oca sempre ottimista.
- Virginia: moglie di Lamberto Genova, morto da poco. La madre di Pietro la considera una donna forte poiché ha resistito e ha portato il marito, che si era sentito male nella camera da letto, e lo porta sul letto (dove poi morirà) con la sola forza delle sue braccia. Ha cambiato sei volte cameriera poiché dava loro poco da mangiare, come d'altronde fa per sé stessa. Adesso ha una cameriera di quindici anni, ma probabilmente se ne andrà a trovare un altro lavoro. Ha bei capelli, si veste molto bene e ha molto stile. Lavora a maglia, facendo vestiti per sé e per gli altri, infatti ne confeziona uno per Ginestra, e la madre di Pietro le chiederà di farne uno verde-acqua per Giuliana.

### Personaggi narrati
- Lamberto, o Alberto, Genova: innamorato di Giuliana. aveva moglie e figli, ma (a detta di Giuliana) stava per divorziare per stare con lei. Portò Giuliana fuori a pranzo, promettendole di trovarle lavoro, aiutandola in un periodo buio della sua vita. Dopo l'incontro con Manolo non lo rivide più.
- Paoluccio: proprietario del negozio di dischi dove lavorava Giuliana. Era molto innamorato di lei.
- Manolo Pierfederici: Giuliana lo conosce nel negozio di dischi dove lavorava. Ha una faccia pallida, con gli occhi neri, tristi tristi. Giuliana si innamora di lui e va a vivere a casa sua, in Via Giulia, dove abitava con un grosso gatto bianco. Era molto ricco ma a lui non importava dei soldi. Aveva scritto due libri, uno intitolato "Portami via Gesù", (che Giuliana non riusciva a capire) e non poteva soffrire le auto. Dice che non può amare Giuliana perché è ancora innamorato della sua ex moglie, Topazia, che lo aveva lasciato. Quando scopre che Giuliana è rimasta incinta, fugge lasciandole tremila lire.
- Topazia: ex moglie di Manolo. A detta di quest'ultimo, lo avrebbe lasciato perché si stancava subito degli uomini; ogni tanto ritornava per fare un bagno e andarsene via sulla sua auto (che cambiava sempre). Nel periodo vissuto con Giuliana, Manolo non faceva che lodarla per il suo stile. Un giorno si presenta a casa di Manolo per fare un bagno, e incontra Giuliana. Si presenta sporca, con calzoncini bianchi sporchi, le gambe grosse e gli occhi celesti. Si rivela essere molto diversa dalla descrizione di Manolo: non ha alcuno stile ed era stato Manolo ad averla piantata poco dopo il matrimonio. Aiuta Giuliana con il bambino, portandola da un dottore per l'aborto. Stringe un forte legame con Giuliana, ma poi deve partire per l'America a causa del suo lavoro di fotografa.
- Elena: amica di Giuliana. L'inviata a stare a casa sua a Campo de' Fiori. Dopo la fallimentare relazione con Manolo, accoglie di nuovo Giuliana a casa sua, dove lei vivrà per dieci giorni con Pietro in assenza dell'amica.

## Rappresentazioni
Il debutto è stato il 14 maggio 1966 al Teatro Gobetti di Torino, regia di Luciano Salce, scene e costumi di Luca Sabatelli, interpreti: Renzo Montagnani (Pietro), Adriana Asti (Giuliana), Gabriella Giorgelli (Vittoria), Italia Marchesini (Madre di Pietro), Rita Guerrieri (Ginestra).
 
Per questa interpretazione Adriana Asti ha ricevuto la Maschera con lauro d'oro, Premio IDI St. Vincent 1966.

## Opere derivate
Dalla pièce venne tratto, nel 1967, il film Ti ho sposato per allegria diretto da Luciano Salce e interpretato da Monica Vitti e Giorgio Albertazzi quali protagonisti, e inoltre da Italia Marchesini e Maria Grazia Buccella, che fu premiata nel 1968 con il Nastro d'argento come attrice non protagonista per il ruolo di Vittoria da lei impersonata in questo film. Topazia e Manolo, che non comparivano in scena nella commedia, vengono inseriti nel film e interpretati da Luis La Torre e Anna Saia.
Nel 1982 venne realizzata una versione per Rai 2, trasmessa l'8 luglio 1983, per la regia di Carlo Battistoni e interpretata da Giulia Lazzarini, Giampiero Bianchi, Maria Grazia Mazzari, Delia Bartolucci, Gabriella Franchini.